# Henicocoris monteithi
Henicocoris monteithi (лат.) — вид полужесткокрылых из подотряда клопов, единственный в составе монотипического семейства Henicocoridae.

## Распространение
Встречаются только в Австралии (Виктория, Новый Южный Уэльс).

## Описание
Длина 4,0—4,9 мм. Форма тела овальная. Усики и лабиум состоят из 4 сегментов. Задние крылья отсутствуют. Растительноядные клопы, питающиеся семенами. Первоначально, новый вид был включён его первописателем (Woodward, 1968) в семейство Lygaeidae (в подсемейство Henicocorinae) на основании морфологического сходства в системе трихоботрий и отсутствия сперматек у самок. Затем (Henry, 1997) уровень таксона был повышен до отдельного семейства в составе надсемейства Idiostoloidea. Вид был назван в честь австралийского энтомолога Дж. Монтейта (G. Monteith, Квинслендский университет), собравшего первых представителей таксона.